# 阿热利耶
阿热利耶（法語：Argeliers，法語發音：[aʁʒəlje] ⓘ）是法国奥德省的一个市镇，位于该省东北部，属于纳博讷区。

## 地理
阿热利耶（43°18'42"N, 2°54'37"E）面积10.79 平方千米，位于法国奧克西塔尼大區奥德省，该省份为法国南部沿海省份，北起塔恩省，西北接上加龙省，西接阿列日省，南至东比利牛斯省，东临地中海，东北与埃罗省接壤。
与阿热利耶接壤的市镇（或旧市镇、城区）包括：比兹米内尔瓦、日内斯塔斯、米雷佩塞、乌韦扬、萨莱勒多德、克吕济、蒙图利耶。
阿热利耶的时区为UTC+01:00、UTC+02:00（夏令时）。

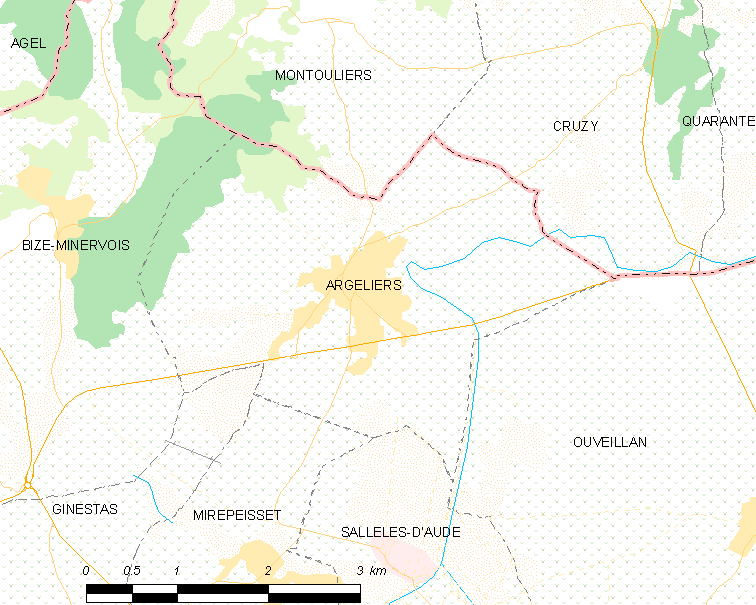
阿热利耶的OSM定位图

## 行政
阿热利耶的邮政编码为11120，INSEE市镇编码为11012。

## 政治
阿热利耶所属的省级选区为南密涅瓦县。

## 交通
奥德省省道D5线、D326线和D426线在境内交汇。

## 人口

1962-2008年间阿热利耶人口变化图示

阿热利耶于2022年1月1日时的人口数量为2128人。